# Трети преходен период на Древен Египет
Третият преходен период на Древен Египет включва времето между 1090 – 712 пр.н.е. Редуват се времена на възход и упадък, от 21 до 24 династия. Шешонк I, завоевателят на Йерусалим, който ограбил Соломоновия храм. При управлението на 24 династия Египет за известно време попада под властта на Етиопия.